# Arany Szarvas fogadó
A nagykárolyi Arany Szarvas fogadó a város egyik történelmi épülete, amelyet 1804-ben kezdtek építeni. A romániai műemlékek jegyzékében az SM-II-m-B-05278 azonosítóval, helyi jelentőségű műemlékként szerepel.

## Története

### A kezdetek
1804-ben gróf Károlyi Józsefné engedélyével eladták az akkori városházát, hogy helyette nagyobbat építsenek. 1808-ra befejezte az építtetést Major Tamás, a város akkori bírája. Ezt az épületet 1838-ban építtette át gróf Károlyi György főispán, feleségének Zichy Karolinának. Az eredetileg U-alaku régi, emeletes szállóépülethez negyedik, az udvart bezáró keresztszárnyként építette Ybl Miklós 1845-ben a szintén emeletes, de kimagasló toldalékot. Egészen a 19. század végéig fogadóként szolgált, ahol megyebálokat is rendszeresen tartottak. Az egyik ilyen megyebálon, 1846. szeptember 8-án ismerkedett meg és táncolt együtt először Petőfi Sándor és Szendrey Júlia. A költő itt találkozott először későbbi barátjával, a világutazó Teleki Sándor gróffal is, akinek koltói kastélyában töltötték később mézesheteiket Petőfiék. Az ingatlan a 19. század utolsó negyedéig működött szállodaként, ezt követően városházaként használták.

### Petőfi Sándor és Szendrey Júlia megismerkedése
1846 szeptemberében Petőfi Sándor elindult a nagykárolyi megyegyűlésre. Petőfi elég zajosan köszöntött be a városba. Nevét a megyebál napján nem is verseiről szólva emlegették annyian, hanem a kortesekkel történt összetűzéséről beszéltek. Petőfi az Aranyszarvas fogadóban, az emeleten, a templom felőli sarokszobában volt elszállásolva. A Szarvas vendéglőben táncvigadalom volt, melyen Petőfi is megjelent. Ott bilincselte le figyelmét a táncoló lányok egyike, Szendrey Júlia. Petőfi a terem közepéről figyelte Júliát, a barátjával együtt, és csak ennyit mondott barátjának: „az a leány az enyém”.
Riskó Ignác mutatta be őt Júliának és Térey Máriának. A néhány negyedóra, amely alatt együtt társalogtak, tökéletesen elég volt arra, hogy megértsék egymást. A bál utáni napokon már ott ül Téreyéknél, Júlia mellett. Egy évre rá összeházasodtak.

### 1868–1900
A fogadó bálterme több mulatságot és bált is megélt ebben az időben és 1899-ben a Petőfi-emléktáblák leleplezésére rendezett országos ünnepség is javarészt itt folyt. 1899-ben az országos Petőfi Társaság és a Nagykárolyi Kölcsey Egyesület közös Petőfi ünnepséget tartott Nagykárolyban. Ennek fő eseménye 1899. szeptember 24-én volt. Nagy László, a Nagykárolyi Kölcsey Egyesület elnöke szeptember 8-án ünnepi meghívójában többek között ezeket írta: "A Nagykárolyi Kölcsey Egyesület elhatározta, hogy azokat a helyeket, melyek Nagy-Károly városban Petőfire nézve emlékezetesek, emléktáblával jelöljük meg." A régi Arany Szarvas fogadó falán (ez a koszorúzáskor a városháza épülete volt), a következő felírás volt olvasható: „Ez volt az Arany Szarvas fogadó, melynek báltermében ismerkedett meg Petőfi az ő Júliájával 1846 évi szeptember 8-án. Emelte a nagykárolyi Kölcsey Egyesület 1899. szept. 24.-én”.

### 1900–1989
Az épület a háborút megelőző évtizedben is városházaként szolgált. Itt alakult meg gróf Károlyi Gyuláné elnöklése alatt a Tulipán Szövetség, amely utóbb beolvadt a Magyar ipart pártoló védő-egyesületbe. Az egyesület itt osztotta ki a szegény gyermekeket fölruházó öltözékeket.
A fogadó épületét 1905-ben a város önkormányzata megvásárolta a Károlyi családtól. 1907-ben itt volt a városi iparkiállítás, amely fényes jelét adta a nagykárolyi iparosok munkásságának. A második világháborút követően párhuzamosan működött benne a városháza és a szovjet hadsereg helyi központja. (A fogadó dísztermének csillárjait átmentették a városbeli evangélikus templomba, ma is ott találhatóak.)

### 1989-től napjainkig
Az 1989-es rendszerváltás után az épület a román hadsereg birtokában volt, laktanyaként működött, majd visszakerült a város tulajdonába. 2011-ben hozzáláttak az Arany Szarvas fogadó felújításához, amit 2014-ben fejeztek be önerõbõl. Még ebben az évben beköltözött a polgármesteri hivatal.

## Tervrajza
Budapest Főváros Levéltára Ybl hagyatékában hat darab tervet őriznek a nagykárolyi Aranyszarvas szálló tánctermének átalakítására.
XV.17.f.Ybl 19 ez a Nagykárolyi építkezések jelzete, ezen belül alszámmal ellátva jelentkeznek az egyes tervlapok:
19/4 pince alparajza
19/5 földszinti alaprajz
19/6 első emeleti alaprajz
19/7 tetőszínt alaprajza
19/8 hosszmetszet a tánctermen keresztül
19/9 keresztmetszet a tánctermen keresztül
A tervek jobb alsó sarkában egy P Y betűjel látható. Feltehetően az ekkor társas viszonyban működő Pollack Ágoston és Ybl Miklós kapcsolatát, szerzőségét jelzi.
A témakör 19/1. számú tervlapja a római katolikus templom gyóntatószékére és orgonájára vonatkozik.
A 19/2-3. számú tervlapok az ikervári Batthyány kastély tervei, és mind ide nem illők kikerültek a nagykárolyi tervek közül. 
A 19/10. számú tervlap a megyeház lépcsőjének átalakításához tartozik.
Ybl Ervin: Ybl Miklós. Képzőművészeti Alap kiadóvállalata Budapest, 1956.
A monográfia 15. oldalán az alábbi információk találhatók a szálló építkezéséről.
„Károlyi György… dicséri Ybl szakértelmét, szorgalmát, magatartását, jellemét, egyúttal igazolja, hogy 1843-tól kezdve többek között a kaplonyi templomot, a családi sírboltot és a nagykárolyi kastélyban a tánctermet teljes megelégedésre ő építette. Itt építi ezenkívül az ottani „Aranyszarvas” szálló tánctermét…
Az eredetileg U-alaku régi, emeletes szállóépülethez negyedik, az udvart bezáró keresztszárnyként építette Ybl 1845-ben a szintén emeletes, de kimagasló toldalékot (Itt a könyv a 19/8. számú tervlap fényképére hivatkozik). Az udvaron keresztül lehet a pillérekkel elválasztott, laposan boltozott, négy téregységű, földszinti előcsarnokba jutni, ahová a kocsik is behajthattak. Innen két téregységű előtéren át visz fel balra a háromkarú lépcső az első emeletre, melyet teljes hosszában a lépcső, az előtér és két ajtón át a mindkét oldalán ötablakos, felettük kisebb, négyszögű nyílásokkal is megvilágított táncterem és a hozzá három ajtón át csatlakozó, hátul egyablakos, alacsonyabb büfé-terem foglal el. A nagyterem kiképzésén Schinkel reliefszerű stílusának hatása látszik. A táncterem rövid, bejárati oldalán erkélyek vannak. Mindenütt egyenesek uralkodnak, az arányok a díszítés finomak. Ybl a klasszicizmus nemes, kitűnően képzett értelmezője.”